# Loëze
Pour les articles homonymes, voir Loëze (homonymie).
La Loëze ou Ruisseau de Manziat est une rivière du département de l'Ain en région Auvergne-Rhône-Alpes et un affluent de la Saône, donc un sous-affluent du Rhône.

## Géographie

### Communes et cantons traversés

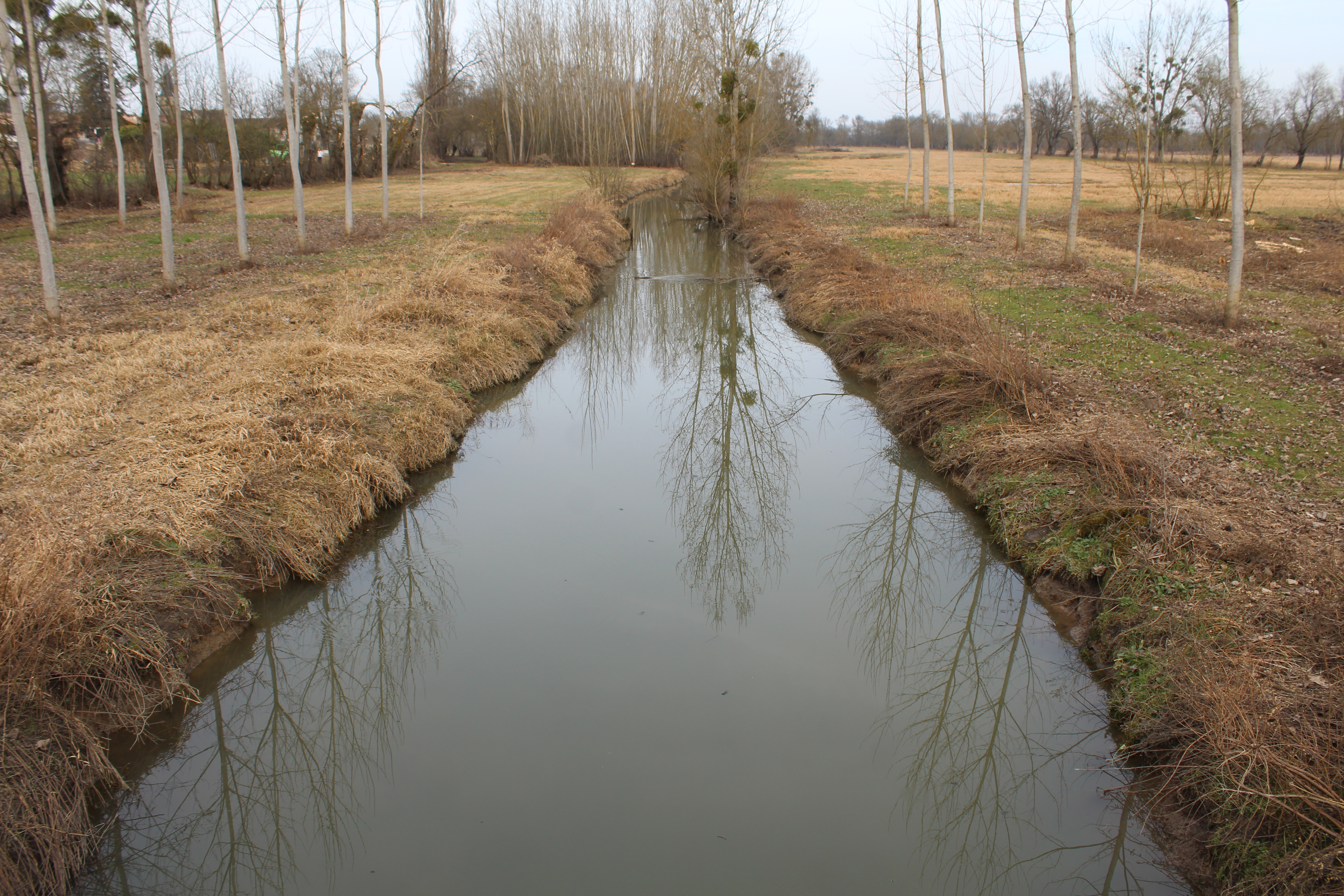
Le cours d'eau à Vésines.

Dans le seul département de l'Ain, la Loëze traverse cinq communes et un seul canton :
- dans le sens amont vers aval : Bâgé-Dommartin (source), Manziat, Vésines, Feillens (confluence).

Soit en termes de cantons, la Loëze, prend source et conflue dans l'ancien canton de Bâgé-le-Châtel, donc dans l'arrondissement de Bourg-en-Bresse.

### Bassin versant
La Loëze traverse une seule zone hydrographique, La Saône du bief de la Jutane à la Veyle (U411) de 26 109 km2 de superficie.

## Affluents
La Loëze a 
- le bief des Canes sur la commune de Bâgé-Dommartin.